# Kymco AK550
Il Kymco AK550 è uno scooter prodotto dalla casa motociclistica taiwanese Kymco dal 2017.

## Storia
Annunciato nel marzo del 2016 con l’esposizione del prototipo Kymco K50 al salone di Tokyo, la presentazione del modello definitivo avviene all’Intermot 2016.
L’AK550 è il maxiscooter dal design sportivo della casa taiwanese proposto unicamente con motore 550 bicilindrico per andare in diretta concorrenza contro il Yamaha T-Max e il SYM Maxsym TL500.
È stato progettato in stretta collaborazione con l’italiana Soluzioni Ingegneria.
Il lancio sul mercato avviene nella primavera del 2017.
Il motore dell’AK550 è un bicilindrico in linea quattro tempo raffreddato a liquido da 550,4 cc omologato Euro 4 che eroga 51 CV (37,5 kW) di potenza massima a 7500 giri/min e 51,5 Nm di coppia massima a 5750 giri/min. Il peso è di 
226 kg e la velocità massima dichiarata è pari a 161,7 km/h. Dispone di due modalità di guida: Full Power e Rain Mode quest’ultima riduce leggermente la potenza e l’erogazione.
Il telaio è un perimetrale realizzato in alluminio con sospensione a forcella a steli rovesciati (da 41 mm) all’avantreno e monoammortizzatore al posteriore. I freni sono Brembo con dischi anteriori da 270 mm a pinze radiali, e disco posteriore da 260 mm. L’ABS è Bosch 9.1.
Si serie ha il parabrezza regolabile su due posizioni, schermo TFT con connettività Noodoe con bluetooth per telefono, le manopole riscaldabili, fanali full led e il avviamento keyless.
Nel febbraio 2020 il motore viene potenziato a 53,7 CV (39,5 kW) e 55 Nm di coppia.

## AK 550 ETS (dal 2021)
Nell’aprile 2021 subisce un lieve aggiornamento in cui viene introdotto l’ETS, il sistema elettronico di controllo dell’acceleratore Ride by Wire e debutta il propulsore SBA1 che viene omologato Euro 5 ed eroga 51 CV (37,5 kW) a 7.500 giri/min. Monta cerchi da 15″ in lega a 5 razze con pneumatici rispettivamente di 120/70-15 all’anteriore e 160/60-15 al posteriore.

## AK 550 Premium (dal 2023)
La gamma viene aggiornata nel fine 2022 con il debutto dell’inedita variante denominata “Premium” che viene posta in vendita dalla primavera 2023 e affianca la versione “ETS”.
L’AK550 Premium è una versione studiata per un maggior comfort autostradale, ha lo stesso telaio e ciclistica dell’AK550 ETA e si distingue per il diverso design della carrozzeria specifico: tutte le plastiche sono differenti e la zona anteriore è più larga per proteggere maggiormente dai fruscii aerodinamici ad alte velocità, fanali più grandi a LED, parabrezza elettrico più alto, cerchi da 15” in lega a cinque razze con pneumatici 120/70-15 all’anteriore e 160/60-15 al posteriore, nuova trasmissione a cinghia dalle dimensioni ristrette. L’AK550 Premium ha una lunghezza di 2.000 mm, larghezza di mm, altezza 1.494 mm, interasse di 1.580 mm, peso a secco di 238 kg mm e altezza sella 790 mm. Il motore è il bicilindrico SBA1B 550 cc da 51 CV (37,5 kW) erogati a 7.500 giri/min e 52,3 Nm di coppia massima a 5.750 giri/min.